# Le Convoi (film, 1978)
Pour les articles homonymes, voir Le Convoi.
Pour plus de détails, voir Fiche technique et Distribution.
Le Convoi (Convoy) est un film américano-britannique réalisé par Sam Peckinpah et sorti en 1978.
S'il reçoit des critiques plutôt mitigées dans la presse, le film est un succès commercial et le meilleur au box-office dans la filmographie du cinéaste.

## Synopsis
Dans l'Ouest américain, Martin Penwald, dit « Rubber Duck » (« Le Duck » en VF), parcourt les routes au volant de son superbe ensemble routier et, lors de ses passages en Arizona, il est systématiquement confronté aux persécutions du shérif Lyle Wallace dont la fourberie lui vaut une réputation peu flatteuse.
« Le Duck » rencontre par hasard Melissa, une photographe itinérante, lorsqu'elle le double sur une route déserte au volant de son cabriolet. Rejoint entre-temps par ses compères du bitume à un relais routier, il y retrouve Melissa et tous deux entament immédiatement une liaison intime. Mais pendant ce temps, ses amis qui consommaient dans l'établissement sont pris en tenaille par un renfort de policiers dépêchés par Wallace. « Le Duck » est appelé à la rescousse : s'ensuit rapidement une cinglante bagarre dont les forces de l'ordre ne sortent pas indemnes.
Déterminés et aidés de leurs formidables CB embarquées, les routiers forment un convoi pour protester contre les abus policiers dont ils se disent victimes, dont « Le Duck » qui prend Melissa à son bord. Cette file ininterrompue de camions s'allonge sans cesse et, lors du passage au Nouveau-Mexique, les autorités se déploient pour tenter de disperser les manifestants. Mais la résistance s'organise en même temps que l'affaire prend de l'ampleur, jusqu'à faire la « une » des médias.

## Fiche technique
Sauf indication contraire, les informations mentionnées dans cette section peuvent être confirmées par la base de données cinématographiques IMDb,  présente dans la section « Liens externes ».
- Titre original : Convoy
- Titre français : Le Convoi
- Réalisation : Sam Peckinpah
- Scénario : Bill L. Norton, inspiré par la chanson Convoy (en) de C. W. McCall (en)
- Musique : Chip Davis (en)
- Décors : Fernando Carrere
- Costumes : Carol James, Kent James
- Effets spéciaux : Marcel Vercoutere
- Photographie : Harry Stradling Jr. et Robert B. Hauser (prises de vues additionnelles)
- Montage : Garth Craven, John Wright
- Production : Robert M. Sherman
- Société de production : EMI Films (en)
- Sociétés de distribution : United Artists (États-Unis), EMI Films (Royaume-Uni), Les Acacias (France), Tamasa Distribution (France)
- Pays de production :  États-Unis,  Royaume-Uni
- Langue originale : anglais
- Format : couleur (DeLuxe) — 2,35:1 (Panavision) — 35 mm — son mono
- Genre : road movie, action, comédie dramatique
- Durée : 110 minutes
- Dates de sortie :
  - États-Unis : 28 juin 1978
  - France : 16 août 1978
- Classification :
- États-Unis : PG
- France : tous publics
- Affiche : Bill Gold (États-Unis)

## Distribution
Sauf indication contraire, les informations mentionnées dans cette section peuvent être confirmées par la base de données cinématographiques IMDb,  présente dans la section « Liens externes ».
- Kris Kristofferson (VF : Frédéric de Pasquale) : Martin Penwald, dit « Rubber Duck » (« Le Duck » en VF)
- Ali MacGraw (VF : Martine Messager) : Melissa
- Burt Young (VF : Pierre Trabaud) : Love Machine alias « Boule Puante »
- Ernest Borgnine (VF : Henry Djanik) : le shérif Lyle Wallace
- Madge Sinclair : « La Veuve Noire »
- Seymour Cassel (VF : Gabriel Cattand) : le gouverneur Jerry Haskins
- Franklyn Ajaye (VF : Med Hondo) : Mike « L'Araignée »
- Cassie Yates : Violet
- Jorge Russek : le shérif Tiny Alvarez
- Brian Davis : Chuck Arnoldi
- Walter Kelley : Hamilton
- J. D. Kane : Big Nasty
- Patrice Martinez : Maria
- Spec O'Donnell : « 18 Wheel » Eddie

## Production

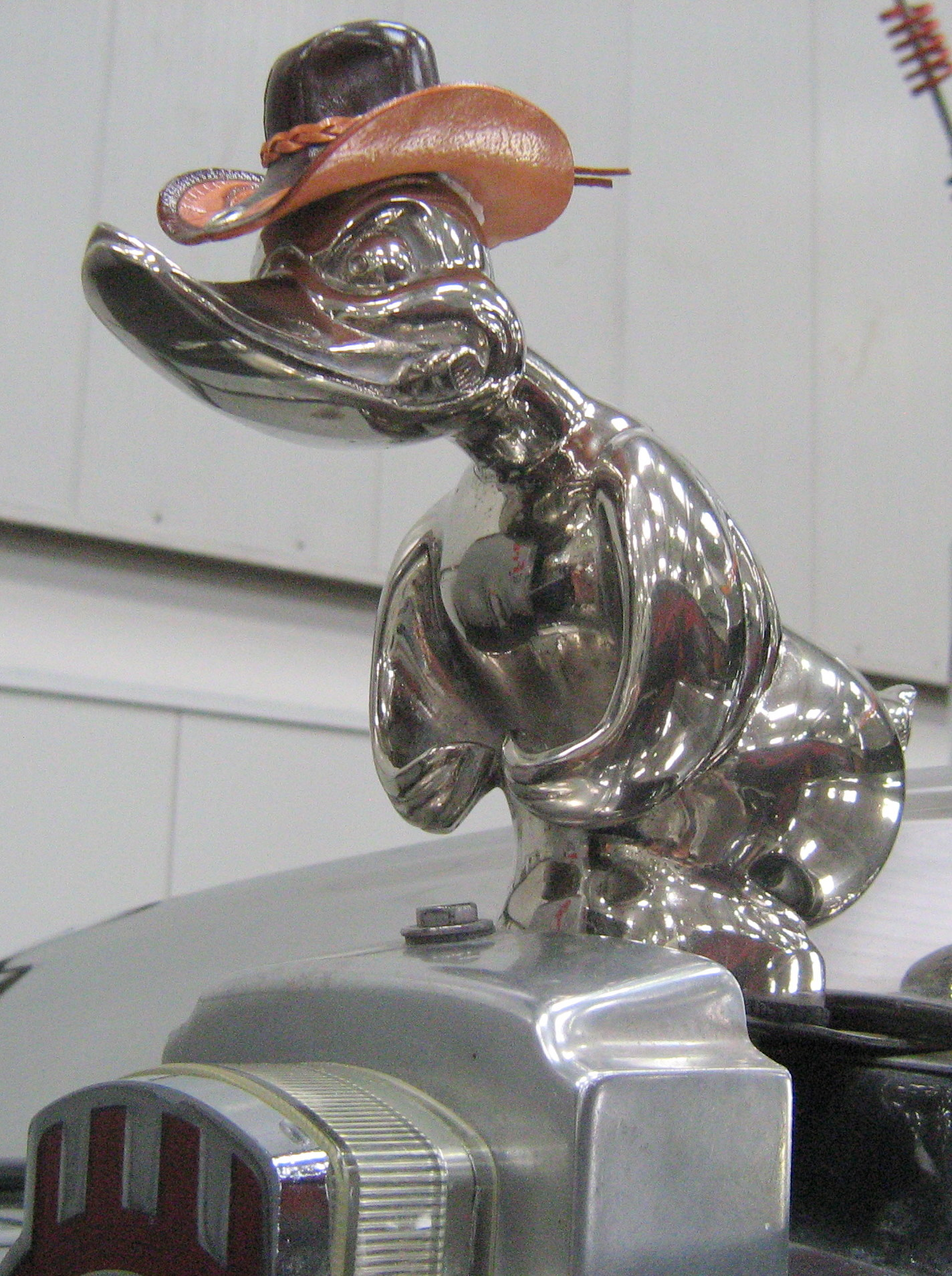
Réplique de la mascotte « Canard » sur le capot du camion conduit par « Rubber Duck » (Kris Kristofferson).

### Genèse et développement
Le scénariste Bill L. Norton s'est inspiré de la chanson de country Convoy (en), paroles de C. W. McCall (en) et musique de Chip Davis (en), interprétée par C. W. McCall.
À l'époque du film, Sam Peckinpah est en proie à l'alcoolisme et d'addiction aux drogues. Ses quatre précédents longs métrages — Croix de fer — (1977), Tueur d'élite (1975), Apportez-moi la tête d'Alfredo Garcia (1974), et Pat Garrett et Billy le Kid (1973), ont été des échecs ou déceptions au box-office et le réalisateur a besoin d'un véritable succès pour se relancer. Il n'est pas très satisfait du scénario de Bill L. Norton et encouragera les acteurs à retravailler et improviser les dialogues. Le scénario original était bien plus tourné vers la comédie.

### Choix de la distribution
Un rôle a été proposé Burt Reynolds, mais celui-ci préfère tourner dans Cours après moi shérif. Le rôle de Rubber Duck est par ailleurs refusé par Steve McQueen.
Il s'agit de la dernière apparition de Spec O'Donnell.

### Tournage
Le tournage a lieu en Californie (Needles) et au Nouveau-Mexique (Alamogordo, Albuquerque, Algodones (en), parc national des White Sands, Bernalillo, Cuba, Estancia, Las Vegas, Los Cerrillos (en) et Madrid...).

### Chansons
- Convoy, interprétée par C. W. McCall
- Blanket on the Ground, paroles et musique de Roger Bowling, interprétée par Billie Jo Spears
- Lucille, paroles et musique de Roger Bowling et Hal Bynum, interprétée par Kenny Rogers
- I Cheated on a Good Woman's Love, interprétée par Billy « Crash » Craddock
- Okie from Muskogee, paroles et musique de Roy Edward Burris et Merle Haggard, interprétée par Merle Haggard
- Keep on the Sunny Side, interprétée par Doc Watson
- Walk Right Back, interprétée par Annie Murray
- Cowboys Don't Get Lucky All the Time, interprétée par Gene Watson
- Don't It Make Your Brown Eyes Blue, interprétée par Crystal Gayle
- Southern Nights, paroles et musique d’Allen Toussaint, interprétée par Glen Campbell

## Accueil

### Accueil critique
Les critiques presse sont mitigées à l'égard du film à sa sortie. Dans The New York Times, Vincent Canby écrit notamment que « auparavant le film aurait été réalisé de manière beaucoup moins coûteuse et beaucoup plus divertissante par des réalisateurs qui n'aspiraient pas à être des artistes. Convoy est une mauvaise blague qui se retourne contre le réalisateur. Il n'a ni le courage de jouer le film directement comme un mélodrame ni le sens de l'humour pour en faire une sorte de comédie à la Cours après moi shérif. Le film est un grand exercice coûteux et factice de création de mythes, de machisme, de non-sens romantique sur la route et d'incroyable indulgence envers soi-même. » Gene Siskel du Chicago Tribune le note 1,5 sur 4 et écrit : « À l'exception d'une voiture naviguant à travers le toit d'une grange, 'Convoy' est un divertissement lent, le premier film de course sur route dans lequel j'ai enraciné pour les flics contre les gentils. Se faire prendre par Kristofferson aurait fait une image plus courte et meilleure. ». Charles Champlin du Los Angeles Times décrit quant à lui le film comme une « épave de plusieurs véhicules d'un film ».
Le magazine Empire est plus positif avec une note de 3/5 : « Un derby de démolition bruyant mais agréable, malheureusement sans la subtilité, l'invention ou l'habileté du Duel de Spielberg. »

### Box-office
Côté box-office, le film est un succès avec 45 millions de dollars récoltés; Il connait un important succès notamment au Japon avec près de 4 millions de dollars pour ses neuf premiers jours d'exploitation, pour finir avec 14 300 000 $. C'est le meilleur résultat commercial d'un film réalisé par Sam Peckinpah. Le film totalise 1 277 071 entrées en France, 2 032 515 entrées en Espagne et 3 600 000 entrées en Allemagne.

## Distinctions
(en) Récompenses pour Le Convoi sur l’Internet Movie Database
- Goldene Leinwand 1980 : prix « Écran d'or » des films en tête du box-office (ex æquo avec 10 autres films)